# Jon Pratt
Jonathan Pratt (Danvers, Massachusetts,  1970. szeptember 25. –) amerikai jégkorongozó.

## Pályafutása
Komolyabb karrierjét a Bostoni Egyetemen kezdte 1990-ben és 1994-ig volt az egyetemi csapat tagja. Az 1989-es NHL-drafton a Minnesota North Stars választotta ki a nyolcadik kör 154. helyén. Az felnőtt karrierjét az AHL-es Providence Bruinsban kezdte 1994–1995-ben. 1995–1997 között az IHL-es Peoria Rivermenben játszott amely ekkor már ECHL-es lett és még ennek a szezonnak a végén játszott egyetlenegy mérkőzést az IHL-es Long Beach Ice Dogsban. A következő szezont a Peoria Rivermenben töltötte. 1998–1999-ben csak az ECHL-ben játszott és három csapatban is megfordult: Wheeling Nailers, Charlotte Checkers, Greenville Grrrowl.